# Клён острый
Клён острый, также клён острозубчатый (англ. Acer argutum) — вид деревьев рода Клён семейства Сапиндовые (Sapindaceae).
Японское название растения яп. 麻の葉楓 (аса-но-ха каэдэ) может быть дословно переведено как коноплянолистный клён.

## Ареал и условия произрастания
Клён острый является эндемиком Японии, естественно произрастает на островах Хонсю и Сикоку. Встречается в субальпийских лесах на высотах от 800 до 1900 метров над уровнем моря, часто вблизи ручьёв, обычно на кислых почвах.

## Описание
Листопадное дерево, достигающее от 5 до 10 метров в высоту, однако часто растёт в виде куста и склонно к многоствольности.
Молодые ветви имеют красноватую опушённую кору, которая впоследствии становится тёмной серо-зелёной.
Противостоящие листья обычно пяти-, реже семипальчатые; имеют в ширину от 5 до 10 сантиметров, в длину несколько меньше. Лопасти яйцеобразные, с длинным острым кончиком, остро двупильчатые, сверху тёмно-зелёные, несколько морщинистые, снизу светлее и на жилках покрыты белым или серым пушком. Основание листа широкое клиновидное или слегка сердцевидно закруглено. Черешок от 3 до 10 см длиной. Осенью листья окрашиваются в жёлтый цвет.
Клён острый является двудомным растением. Жёлто-зелёные неопушённые цветы функционально однополы. От 7 до 12 мужских цветков собраны в тонкие гроздевидные соцветия от 4 до 5 см длиной, развивающиеся из боковых почек, порой с двумя базальными листьями. Мужской цветок имеет по четыре чашелистика, лепестка и тычинки; гинецей рудиментарен, но ещё различим. Женские цветы собраны по 7-10 в гроздевидные соцветия, появляющиеся из боковых почек, всегда с двумя листьями. Чашелистики женских цветков меньше, чем у мужских, тычинки в женских цветках сильно редуцированы или отсутствуют. Цветение — с апреля по май, незадолго перед распусканием листьев.
Плод — парная крылатка с горизонтально расположенными крылышками, длина крылышка с орешком около 2 см.

## Систематика
Клён острый был впервые описан в 1867 году Карлом Ивановичем Максимовичем. Название Acer argutum дало имя серии Arguta Rehder в секции Glabra Pax. Все родственные виды, такие как Клён четырёхмерный (Acer stachyophyllum) тоже двудомны и происходят из Восточной Азии.